# Reformierte Kirche Meilen

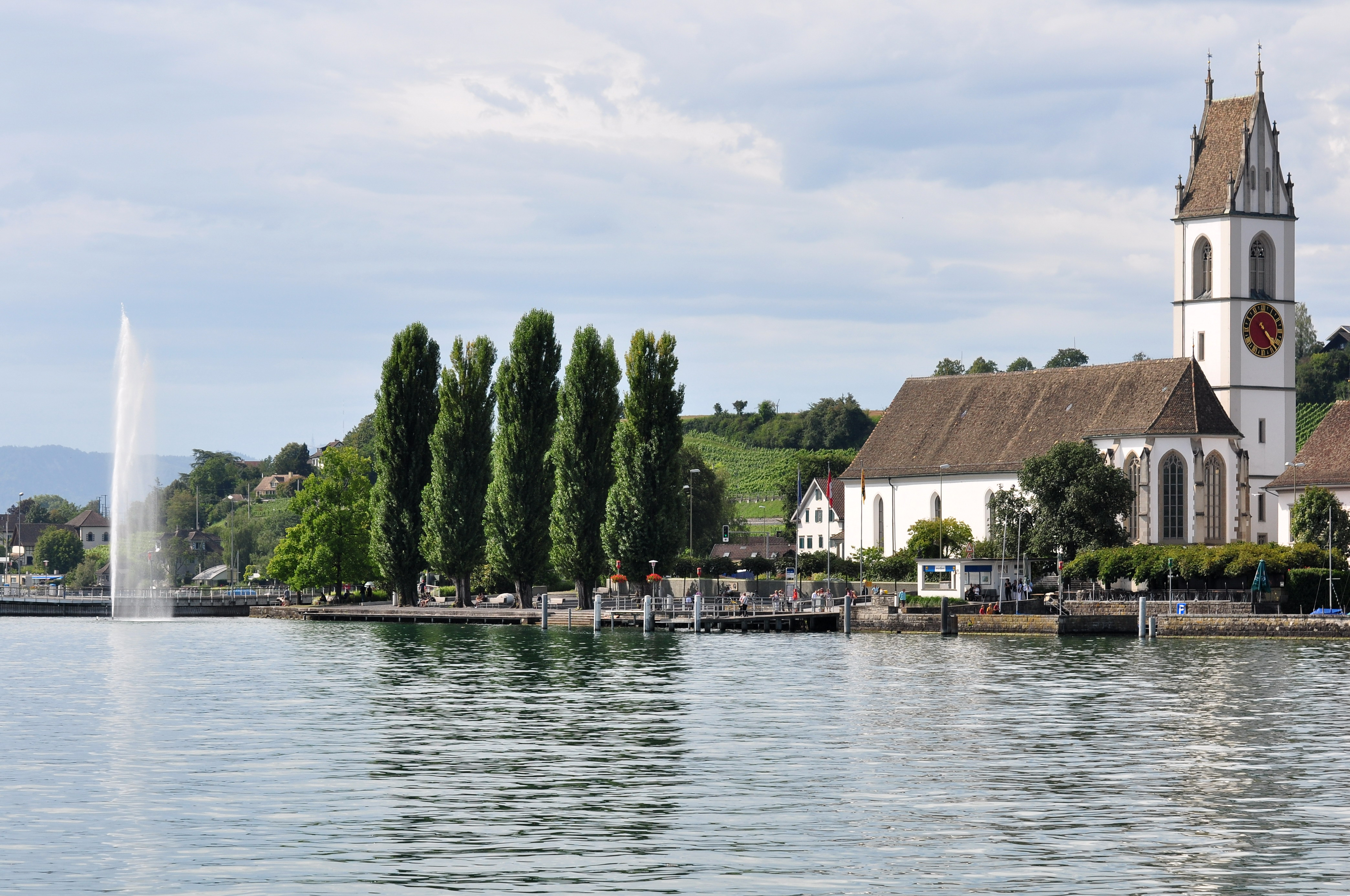
Die Reformierte Kirche Meilen

Die Reformierte Kirche Meilen steht an der Seestrasse von Meilen im Kanton Zürich in der Schweiz.

## Geschichte
Die Kirche wurde im 7. Jahrhundert von wohlhabenden Meilemer Weinbauern erbaut. Inspiriert von der Zürcher Wasserkirche wurde die Kirche 1493 bis 1495 umgebaut. Der heutige Turm wurde von 1514 bis 1518 erschaffen. Das Innere wurde im Renaissance-Stil von 1683 bis 1686 umgestaltet. Im selben Jahr wurden die Kirchwände im Barockstil verziert. Eine Renovation erfolgte in den Jahren 2003/2004. Der Grundbau wurde jedoch seit 500 Jahren nicht mehr verändert.

## Beschreibung

### Glocken
Drei verschiedene Glockengiesser schufen die vier Glocken, die in der Des-Dur-Tonlage erklingen.
| Name             | Gewicht | Durchmesser | Ton  | Inschrift | Glockengiesser / Jahr                           |
| I Große Glocke   | 2050 kg | 152 cm      | des′ | Christentum und Bürgertreu will ich täglich wecken neu.                                                                                    | Jakob Keller (ZH) 1877                          |
| II Betzeitglocke | 1050 kg | 119 cm      | f′   | Uns ruft zu Gottes Haus der Glocken starker Schall, hilf Herr, dass unser Herz und Dienst dir wohlgefall.                                  | Johann Füssli (ZH) 1719                         |
| III Vesperglocke | 0660 kg | 101 cm      | as′  | Zum Abendbrot ruft Euch mein Ton, die Sonne sinkt hernieder schon. Das Tagwerk ist bald vollbracht. Der Höchste schütz‘ euch in der Nacht. | Josef Rosenlächer und Sohn Carl (Konstanz) 1828 |
| IV Kleine Glocke | 0250 kg | 073 cm      | des″ | Selig, die im Herren sterben, Kinder Gottes, Himmelserben.                                                                                 | Josef Rosenlächer und Sohn Carl (Konstanz) 1828 |